# Филип Калимах
Филип Калимах, (лат. Philippus Callimachus Experiens) у ствари Fillipo Buonaccorsi (рођен 1437. године у Сан Гимињано - умро 1497. у Кракову) био је италијански хуманиста и писац на латинском језику.
У почетку је радио и стварао у Венецији, а између 1462. и 1468. године пребивао је у Риму.
Тамо је фршио функцију секретара кардинала Bartolomeo Roverellia. 
Умешан у атентат на папу Павла II (1468. године) морао је да напусти Рим, и две године потом појављује се у Пољској на двору архибискупа Лвовског.
Био је учитељ синова Казимира Јагелончика, учествовао је и у дипломатским мисијама. 